# Nansa de Henle

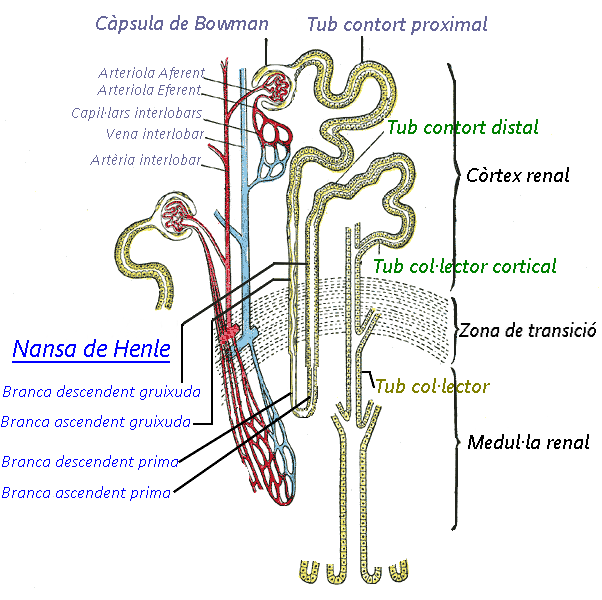
Esquema del túbul renal i del seu subministrament vascular. La nansa de Henle es troba al centre a l'esquerra.

Situades en els ronyons, les nanses de Henle són tubs en forma de lletra U situats als nefrons.
Una nansa de Henle és la part del nefró que condueix del túbul contort proximal al túbul contort distal.
Es poden diferenciar diferents zones:
- Branca descendent gruixuda (és la continuació del túbul contort proximal)
- Branca descendent prima (a continuació de l'anterior)
- Branca ascendent prima (a continuació de l'anterior)
- Branca ascendent gruixuda (a continuació de l'anterior. Es comunica, a continuació, amb el túbul contort distal)

Deuen el nom al seu descobridor, Friedrich Henle.

## Funció

Esquema que descriu el moviment dels ions al nefró, amb la nansa en la tercera columna.